# Vegliantino

Vegliantino è il leggendario cavallo di Orlando, paladino di Francia, nella letteratura cavalleresca medievale e rinascimentale. Il nome compare per la prima volta nella Chanson de Roland nella forma Veillantif. Nella tradizione italiana il nome compare nel Morgante di Luigi Pulci, mentre Boiardo nell'Orlando innamorato lo rinomina Brigliadoro, seguito da Ariosto nell'Orlando furioso.
Nella Canzone d'Aspromonte, chanson de geste francese del XII secolo, appartenente al ciclo carolingio, si narra che Vegliantino originariamente apparteneva ad Helmont (Almonte), figlio di Agolante, re saraceno, ma passò ad Orlando, insieme alla spada Durlindana, dopo la sconfitta di Almonte nella battaglia di Aspromonte.

## Presenza nelle opere
L'animale appare nelle seguenti opere della letteratura cavalleresca:
- Chanson de Roland[1]
- Canzone d'Aspromonte
- Morgante
- Orlando innamorato
- Orlando furioso